# 여천역
여천역(Yeocheon station, 麗川驛)은 전라남도 여수시 여천동에 있는 전라선의 철도역이다.

## 개요
본래 쌍봉면에 속하여 쌍봉역이라 했으나, 1986년에 여천시로 승격되면서 여천역으로 역명을 변경하였다. 하루 1왕복 KTX 열차를 제외한 전라선의 모든 열차가 정차한다. 구 역사는 승강장이 역사보다 높이 있었고, 1면 1선의 단선 승강장으로 운영되었다.
역 이름에 여수가 들어간 여수엑스포역보다 이 역이 여수시의 중심과 더 가까우며 역명판에 (여수)라고 병기되어 있다.
이용객이 여수엑스포역보다 많다고 여러 곳에 기술되어 있는 경우가 많으나 이는 사실과는 다르다. 여천역은 여객 운행 취급 이래 여수엑스포역보다 연간 이용객수가 많은 적이 한 번도 없다. 2009년 여천역의 이용객 수는 40만여명, 여수엑스포역이 58만여명으로 여수엑스포역이 압도적으로 이용객이 많다.
이는 구 여수 지역이 통합 당시 압도적인 인구를 보였고 삼려 통합 당시 구 여천시의 대중교통보다는 구 여수시의 대중교통이 약간 더 편리했던 점, 여수엑스포역을 오갔던 과거 2번 버스의 배차가 상당히 많았던 점 등이 원인이 되어 구 여수민들이 여수엑스포역을 이용하는 관성이 남아 있는 것으로 보인다. 또한 대표적인 여수 관광지인 오동도와 향일암, 거문도 등이 여수엑스포역에서 접근성이 편리하기 때문이기도 하다.
이 외 신설 여천역 부근의 버스터미널 이전에 관한 일부 논의가 있었으나, 이전에 관한 공식적인 입장은 별도로 나타나 있지 않다.
전라선 복선 전철화 사업 완료로 석창사거리 인근으로 이전되었다.

## 연혁
- 1930년 12월 25일 : 쌍봉역(雙鳳驛, 무배치간이역)으로 영업 개시[1]
- 1944년 6월 15일 : 폐지[2]
- 1947년 2월 1일 : 역원무배치간이역으로 부활[3]
- 1952년 12월 20일 : 역원배치간이역으로 승격[4]
- 1972년 2월 20일 : 을종위탁발매소로 격하
- 1985년 12월 26일 : 보통역으로 승격과 여천역으로 역명 변경[5]
- 1988년 7월 1일 : 여객승강장 연장(250m)
- 2006년 5월 1일 : 소화물 취급 중지[6]
- 2011년 4월 5일 : 순천~여수엑스포 구간 선로 이설로 역사를 여천동으로 이전[7]
- 2011년 10월 5일 : KTX 운행 개시
- 2013년 9월 27일 : 남도해양열차 정차 개시
- 2014년 6월 1일 : 남도해양열차 취급 중단, ITX-새마을 운행 개시
- 2016년 12월 9일 : 누리로 운행개시
- 2018년 6월 30일 : 누리로 운행 종료
- 2018년 7월 1일 : 충북선 누리로 재운행으로 전라선 1501,1512열차는 무궁화호로 변경 운행 개시
- 2023년 9월 1일 : ITX-마음 운행 개시
- 2023년 9월 1일 : SRT 정차 개시

## 역 구조
승강장은 2면 4선의 쌍섬식 승강장으로 운용된다.

### 승강장
| ↑순천           |
| １２ \| ３４ \| |
| 여수엑스포↓     |

| 1 | 전라선 | 사용하지 않음                                                          |
| 2 | 전라선 | KTX · SRT 용산 · 수서 · 오송 · 서대전 · 익산 · 순천 · 전주 · 남원 방면 |
| 3 | 전라선 | KTX · SRT 여수엑스포 방면                                              |
| 4 | 전라선 | 사용하지 않음                                                          |

## 사진

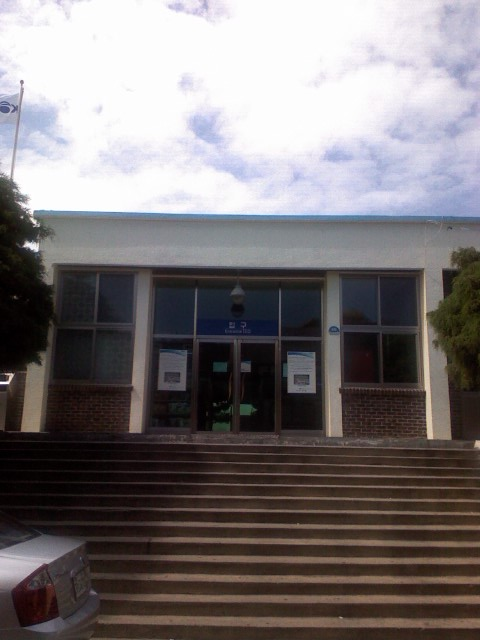
여천역 구 역사(전경)

## 인접한 역
| 전라선         | 전라선                 | 전라선          |
| -------------- | ---------------------- | --------------- |
| 순천 행신 방면 | KTX 전라선             | 여수엑스포 방면 |
| 순천 용산 방면 | KTX 전라선 서대전 경유 | 여수엑스포 방면 |
| 순천 수서 방면 | SRT 전라선             | 여수엑스포 방면 |
| 순천 용산 방면 | ITX-새마을 전라선      | 여수엑스포 방면 |
| 순천 용산 방면 | ITX-마음 전라선        | 여수엑스포 방면 |
| 순천 용산 방면 | 무궁화 전라선          | 여수엑스포 방면 |
| 순천 서울 방면 | 남도해양열차           | 여수엑스포 방면 |

## 특이 사항
- 구 역사의 역전이 TV 드라마 촬영지로 사용되었다. SBS 수목 미니시리즈 《대물》 2회 2010년 10월 7일에 나왔다.